# Cédratine
Cédratine är en tunisisk likör som baseras på citrusfrukter och örter. Likören har en alkoholhalt mellan 36 % och 40 %, och dricks antingen kyld eller rumstempererad. Den används även som drinkingrediens och som smaksättare i fruktsallader. 
Produktionen av Cédratine sker främst i Tunisien, men drycken är även populär på Korsika. 